# Liste deutscher Wörter in anderen Sprachen
Hier werden deutsche Wörter gesammelt, die als Lehn- oder Fremdwörter (Germanismus) in anderen Sprachen aufgenommen worden sind. Dazu gehören auch Wörter, die im Deutschen selbst Fremd- oder Lehnwörter sind, aber in spezifisch deutscher Lautgestalt in andere Sprachen weitervermittelt wurden.

## Albanisch
- ajzberg – Eisberg
- anllaser – Anlasser[1]
- auspuh – Auspuff[1]
- ausvajz – Ausweis
- banknotë – Banknote
- baushtellë – Baustelle
- bormashin – Bohrmaschine[1]
- blic – Blitz beim Fotoapparat
- blinker – Blinker (Kosovo)
- dozë – Dose[1]
- dushkabin – Duschkabine
- fabrikant – Fabrikant
- farbë – Farbe[1]
- feder – Feder[1]
- feldmarëshal – Feldmarschall (Kosovo)
- felga – Felge[1]
- ferije – Ferien[1]
- fink – Fink, Buchfink
- fllashë – Flasche[1]
- flotë – Flotte
- frajer – Freier; gemeint ist „cooler Typ“ (Kosovo)
- frak – Frack
- fugë – Fuge[1]
- fusnotë – Fußnote (Kosovo)
- gepek – von Gepäck, für Kofferraum (Kosovo)
- gneis – Gneis (Kosovo)
- kofer – Koffer[1]
- koks – Koks
- krikëll – Bierkrug; von dem bairischen Wort Krügel
- kuarc – Quarz
- kumplung – Kupplung[1]
- lajtmotiv – Leitmotiv
- land – Bundesland
- llak – Lack
- mantill – Mantel
- marsh – Marsch
- muzikant – Musikant
- pena – Penner
- puç – Putsch
- rëntgen – Röntgen
- rikverc – Rückwärtsgang (Kosovo)[1]
- shabllon – Schablone
- shall – Schal[1]
- shalter – Lichtschalter, Postschalter usw. (Kosovo)
- shinë – Schiene
- shllak – Schlag; gemeint ist Schlagsahne (Kosovo)
- shnicel – Schnitzel (Kosovo)
- shojnicë – Scheune (Kosovo)
- shpindel – Spindel (Kosovo)
- shpotë – Spott (Kosovo)
- shrafciger – Schraubenzieher (Kosovo)[1]
- shtab – Stab; im Sinne von Generalstab
- shtand – Stand, Bücherstand (Kosovo)
- shteker – Stecker[1]
- shtojer – Steuer
- strajfen – Streifen
- shtreke – Strecke (Kosovo)
- slitë – Schlitten
- shtall – Stall
- tankshtell – Tankstelle
- valc, valcer – Walzer
- vinjak – Windjacke (Kosovo)
- volfram – Wolfram
- xehe – Zeche (Kosovo)
- zink – Zink

## Arabisch
- رايخ (raaych) – Reich; gemeint ist das Deutsche Reich
- باغر (bagger) – Bagger (Syrien)
- بيرة (biira) – Bier

## Belarussisch
- варштат (warschtat) – Werkstätte
- варта (warta) – Warte
- вартасьць (wartasz) – Wert
- дах (dach) – Dach
- дрот (drot) – Draht
- друк (druk) – Druck
- гандаль (handal) – Handel
- гатунак (hatunak) – Sorte, Gattung
- гешэфт (hescheft) – Geschäft
- ґвалт (gwalt) – Gewalt
- кірха (kircha) – protestantische Kirche
- кляйнот (kljajnot) – Kleinod
- кнопка (knopka) – Knopf
- кошт (koscht) – Kosten
- кшталт (kschtalt) – Art, Gestalt
- кучар (kutschar) – Kutscher
- куфэрак (kuferak) – Koffer, Truhe
- куля (kulja) – Schießkugel
- квіток (kwitok) – Quittung
- ліхтар (lichtar) – Leuchter
- майстар (majstar) – Meister
- маляваць (maljawaz) – malen
- мур (mur) – Mauer
- паштамт (paschtamt) – Postamt
- пляц (pljaz) – Platz
- помпа (pompa) – Pumpe
- пункт (punkt) – Punkt
- рабаўнік (rabaunik) – Räuber
- рахаваць, рахунак (rachawaz, rachunak) – rechnen, Rechnung
- ратунак (ratunak) – Rettung
- ратуша (ratuscha) – Rathaus
- рэшта (reschta) – Rest
- рукзак (ruksak) – Rucksack
- рыхтык (rychtyk) – richtig, genau
- рызыка (rysyka) – Risiko
- талер (taler) – Taler
- талерка (talerka) – Teller
- файна (fajna) – Fein
- фальш, фальшаваць (falsch, falschawaz) – falsch, fälschen
- фарба (farba) – Farbe
- цэгла (zehla) – Ziegelstein
- чынш (tschynsch) – Zins
- шлягер (schljaher) – Schlager
- шляйф, шлейф (schljajf, schlejf) – Schleife
- штэмпэль (schtempel) – Stempel
- штольня (schtolnja) – Stollen
- штрых (schtrych) – Strich
- штыфт (schtyft) – Stift
- швагер (schwaher) – Schwager
- шпацыраваць, шпацыр (schpazyrawaz, schpazyr) – Spazieren, Spaziergang
- шыба (schyba) – Scheibe
- шыхт (schycht) – Schicht, Reihe
- шынка (schynka) – Schinken
- шырма (schyrma) – Schirm

## Bosnisch/Kroatisch/Serbisch
„h“ entspricht der Aussprache [⁠x⁠] (dem deutschen „ch“), „š“ der Aussprache [⁠ʃ⁠] (wie „sch“) ausgesprochen:
- ablendovati – abblenden (bezogen auf das Fahrzeug)
- adresirati – adressieren
- ajnfor – Tür; von: Einfuhr
- alga – Alge
- alpski – Alpen, alpin
- anlaser – Anlasser
- aufcug – Fahrstuhl, von Aufzug
- auspuh / auspuf – Auspuff
- aufhenger – Aufhänger, Kleiderbügel
- badekostim – Badekostüm, Badeanzug
- bademantil – Bademantel
- bager – Bagger
- beštek – Besteck
- bezec – besetzt
- bina – Bühne
- blic – Blitz
- bluza – Bluse
- borer – Bohrer
- bormašina – Bohrmaschine
- braon – braun
- brifer – Phasenprüfer
- brile – Skibrille; von: Brille
- bruh – Bruch
- brushalter – Büstenhalter
- bunker – Bunker
- buhtla – Buchtel
- buksna – Buchse
- cajger – Zeiger
- cajti – die Zeiten
- cajt not – Zeitnot
- cange – Zange
- celer – Zähler
- cigla – Ziegel
- cilj, ciljati – Ziel, zielen
- cimer, cimerka – Zimmergenosse, Mitbewohner
- cuclati – A zuzeln = saugen
- cu fuz – zu Fuß
- cug – alkoholisches Getränk, Umtrunk
- cukur – Zucker
- curik – zurück
- cušpajz – Zuspeise, Beilage
- cikcange – Zwickzange
- deka – Decke
- dihtung, dihtovati – Dichtung, abdichten
- dinstati – dünsten
- drek – Dreck
- drukati, druker – drucken, Drucker
- dibla, dipla oder auch tipla – Dübel
- dizna – Düse
- escajg – Esszeug, Essbesteck
- fah – Fach (bzgl. Fachgebiet, oder vom Fach)
- fajrond - Feierabend
- farba – Malfarbe
- fasovati – fassen
- faširati – A faschieren = durch den Fleischwolf drehen
- feder – technische Feder
- fen – Haarfön, Haartrockner
- felga, felna – Felge
- fergazer – Vergaser
- ferije – Ferien
- filozof – Philosoph
- finta – Finte, Trick
- flanša – Flansch
- flaster – Heftpflaster, Klebeband
- flaša – Flasche
- fleka – Fleck
- fraj – frei
- frajer – gut aussehender, junger Mann; von: Freier
- friško – frisch
- frizer, frizura – Friseur, Frisur
- frontšajbnica – Autofrontscheibe; entwickelte sich aus dem hohen Bedarf an Autofrontscheiben, die aus Deutschland von Gastarbeitern mitgebracht wurden.
- frtalj – Viertel
- fruštuk – Frühstück
- frštuljiti – verstehen
- fufica – Flittchen, von Fünfziger (Euro-Geldschein, in Anlehnung an den Preis für den Beischlaf mit einer Prostituierten)
- fuga, fugna – Fuge
- funta – Pfund
- fušer, fušeriti – Pfusch, Pfuscher, pfuschen
- gastarbajter – Gastarbeiter
- gelender – Geländer
- gemišt – Weißwein mit Wasser; von: gemischt
- gepek – Kofferraum; von: Gepäck
- germitajg – A Germiteig = Hefeteig
- getribe – Getriebe
- glajz – Gleis
- glatko – glatt
- glanc, glancati – Glanz, glänzen
- grincejg – Suppengrün, Grünzeug
- grao – grau
- grif – der Griff auf Musikinstrumenten
- griz – Grieß
- grof – Graf
- grunt – Grundstück
- gruntovnica – Besitzurkunde
- heklati – Häkeln
- hala – Halle
- hauba – Haube, Motorhaube
- haubica – Haubitze
- hauptman – Hauptmann
- haustor – Haustor, in Zagreb gebräuchlich
- hauzmajstor – Hausmeister
- havarija – Havarie
- hebe bina – Hebebühne
- herc – Herz
- hilzna – Hülse
- hoblić – Hobel
- hohštapler – Hochstapler
- jakna – Jacke
- jauzna – A Jauze = Frühstück
- kajzerica – A Kaisersemmel
- kamašne – Gamaschen
- kanister – Kanister
- kapirati – etwas verstehen, von kapieren
- karfiol – A Karfiol = Blumenkohl
- kelner – Kellner
- kerviš – Kehrwisch
- kibicovati, kibicer – neugierig beobachten, kiebitzen, Kiebitzer; von: Kiebitz
- kič – Kitsch
- kinder garten – Kindergarten
- kino – Kino
- kirbaj – Kirchweihfest, Kirmes
- klema – Klemme oder klemmen
- klozet – Klosett, WC
- knap – knapp, passend
- knedla – Knödel
- kofer – Koffer
- kompot – Kompott
- korpa – Korb
- koštanje – Kosten, die
- kran – Kran
- kragna – Kragen
- krah – Lärm/Krach, auch in Bezug auf Streitigkeiten
- kredenac – Kredenz, Gabentisch
- krigla – Krug; von: Krügel
- krisban – Weihnachtsbaum; von: Christbaum
- krofna – A Krapfen = Berliner Pfannkuchen
- krumpiri – A Grundbirn; bzw. rheinfränkisch/pfälzisch: Krumbeere/Grumbeer/Grumbier = (Back-)Kartoffel
- kugla – Kugel
- kuplung – Kupplung
- kupleraj – Kupplerei
- kurcšlus – Kurzschluss
- kurbla – Kurbel
- kurs – Kurs
- kvarc – Quarz
- ladica – Schublade
- lager – Lager
- lak, lakirati – Lack, lackieren
- lajsna – Leiste
- lekcija – Lektion
- lektira – Lektüre
- ler, u leru – Leerlauf
- licitar – Lebzelter, Lebkuchen
- licna – Litze
- ligeštul, lingištil – Liegestuhl
- logor – nur im Sinne von Sammellager / KZ
- lokna – Locke
- lotre, lotrice, lojtrice – Leiter
- luft – Luft, ugs. wenn etwas passt, „noch Luft hat“
- luster – A Luster
- maher – Macher, Könner
- majstor – Meister; häufig im Sinne von Handwerker gebraucht
- manikircojg – Manikürzeug
- mantil – Mantel
- manžetna – Manschette
- maskenbal – Maskenball
- mebl štof, mebl štofovi – Möbelstoff, Polsterei
- merkati – merken und bemerken
- mrš – marsch, geh weg, verschwinde
- mišafla – Mistschaufel
- moler – Wandmaler
- morgen – morgen
- musli – Müsli
- muster – Muster (als Beispiel)
- natkasna, natkasl – A Nachtkasten
- noklice – A Nockerl
- ofinger – Kleiderbügel; von: Aufhänger
- orden – Orden
- pađen – Autoreifen; von österr. „Patschen“, eigentlich Hausschuh, im übertragenen Sinne platter Reifen
- pantofne – Pantoffel
- paradajz – A Paradeiser = Tomate
- pasovati – anpassen
- pauza – Pause
- pedala – Pedale
- peglati, pegla – bügeln, Bügeleisen
- peh – Pech, Unglück
- pehar – Becher oder Pokal
- pekar – Bäcker
- pereca, precla – Brezel
- perika – Perücke
- persirati – Siezen, von "Per Sie anreden"[2]
- plac – Platz
- pleh – Backblech
- pliš – Plüsch
- prezle – A Brösel = Paniermehl
- puč – Putsch
- pult – Pult
- punkt, punkta – Punkt
- putar, puter – Butter
- radkapa – Radkappe
- rajcati – reizen
- rajndla – A Reindl = Pfanne
- rajferšlus – Reißverschluss
- rajsnegla – Reißnagel
- ram, rama, uramiti – Rahmen, einrahmen
- rampa – Rampe
- ranac – Ranzen
- rasa – Rasse
- regal – Regal
- rerna – A Rohr = Backofen
- rinflajš – Rindfleisch
- ringišpil – Karussell; aus dem österreichischen Ringelspiel
- rikverc – Rückwärtsgang bei Fahrzeugen
- roletne – Rollläden, von Rollladen
- rolšue – Rollschuhe
- rostfraj – rostfrei
- ruksak – Rucksack
- saft – Saft
- šaht – Schacht
- sajla – Seil
- sala – Saal
- senf – ugs. Senf
- šlafrok – Schlafrock
- sličuge, slićure – Schlittschuhe
- šajba – Scheibe
- šal – Schal
- šalter – Schalter
- šank – A Schank = Theke, Tresen
- šengajst – Schöngeist
- šiber – Schiebedach
- šihta – Schicht
- šikanirati – schikanieren
- šina – Schiene
- šlag – A Schlag = Schlagsahne
- šlager – Schlager
- šlagvort – Schlagwort
- šlajer – Schleier
- šlajm – Schleim
- šlampav – schlampig
- šlampača – Schlampe
- šlank – schlank
- šlauh, šlauf – Schlauch
- šlepati, šleper – schleppen, Schlepper
- šlic – Schlitz
- šljaka – Schlacke
- šljam – Schlamm
- šmek – Geschmack
- šmeker – gutaussehende Person mit Geschmack / mit Stil
- šminka – Schminke
- šmirgl papir, šmirglati – Schmirgelpapier, Schleifpapier, schmirgeln, schleifen
- šnajder, šnajderica – Schneider, Schneiderin
- šnala – Haarschnalle
- šnicla – Schnitzel
- šnita – Schnitte
- šnjirati, šnjira – schnüren, Schnur
- šoferšajbna – Windschutzscheibe; von: Chauffeurscheibe
- špacirung – Spaziergang
- špahtla – Spachtel
- špajz – A Speis = Speisekammer
- špalir – Spalier
- špenadla – Stecknadel; von: Spann-Nadel
- šparet, šporet – Sparherd
- šparkasa – Sparkasse
- šparati – sparen, aufbewahren, verschonen
- špedicija – Spedition
- špek – Speck
- špic – Spitze
- špic canga – Spitzzange
- špiglo – Spiegel
- špikovati – spicken
- špiun – Spion
- špricer – A Spritzer = Weißweinschorle
- šprica – Spritze
- šrafciger – Schraubenzieher
- štala – Stall
- štand – Stand
- štender – Ständer
- štangla – Stange
- štap – Stock
- štek – Versteck
- štekati – etwas wegstecken, einstecken, verstecken, unbemerkt weglegen oder stehlen
- šteker – Stecker
- štemati – stemmen
- štemajzl – Stemmeisen
- štikla – Schuhabsatz; von: Stöckelschuh
- štimung – Stimmung
- štimati, štimovati – stimmen (korrekt sein), stimmen (einrichten)
- štof – Stoff
- štopati – stoppen; im Sinne von Zeit anhalten
- štos – Stoß im Sinne von Aufprall, aber auch Trick
- štrajfna, štrafta – Streifen
- štrajk – Streik
- štramplice – Strampelhose
- štrand – Strand
- štreber – Streber
- štrikati – Stricken
- štrudla – Strudel
- štucna – Stutzen
- sulc – Sülze
- šund – Schund
- šunka – Schinken
- supa – Suppe
- šupa – Schuppen (Gebäude)
- šuster – Schuster, Schuhmacher
- šut – Schutt
- Švabe – ugs. für Deutsche (von Schwabe), häufig eher abwertend oder spaßig gemeint
- šveler – Seitenschweller
- švercer – Schwärzer, Schmuggler
- tabla – Tafel
- tancati – tanzen
- tapecirati – tapezieren
- tašna – Tasche
- tempomat – Tempomat
- tepih – Teppich
- tipla, auch dibla, dipla – Dübel
- torta – Torte
- trefiti, potrefiti, strefiti – treffen
- treger – Träger, im statischen Sinn
- tregeri – Hosenträger
- tirac – Tierarzt
- tringelt – ugs. Trinkgeld
- tufna – Tupfen
- tuš kabina – Duschkabine
- vagon – Waggon
- veker – Wecker
- vekna – Brötchen, vom schwäbischen Weckle
- veš – Wäsche
- vešmašina – Waschmaschine
- vaservaga – Wasserwaage
- vic – Witz
- vikler – Lockenwickler, Haarwickler
- vindjakna – Windjacke
- vinkla, vikl, vinklo – Winkel (Werkzeug)
- viršla – Würstchen; von: Würschtl
- višer – Scheibenwischer
- vešmašina – Waschmaschine
- zglajzati – entgleisen
- zihernadla, ziherca – Sicherheitsnadel
- zokne – Socken

## Bulgarisch
- айсберг (ajsberg) – Eisberg
- алпинист (alpinist) – Alpinist, Bergsteiger
- анцуг (anzug) – Sportanzug
- ауспух (auspuch) – Auspuff
- бакенбард (bakenbard) – Backenbart
- бакпулвер (bakpulwer) – Backpulver
- банкнота (banknota) – Banknote
- бира (bira) – Bier
- бормашина (bormaschina) – Bohrmaschine
- боцман (botsman) – Bootsmann
- Бруст (brust) – Brustschwimmen
- будка (budka) – Kiosk, Büdchen
- винкел (winkel) – Winkel (Werkzeug)
- вирбел (wirbel) – Wirbel (Angeln)
- виц (wits) – Witz
- вундеркинд (wunderkind) – Wunderkind
- вурст/вурстче (wurst/wursttsche) – Würstchen
- гастарбайтер (gastarbajter) – Gastarbeiter
- гатер (gater) – Gattersäge
- гипс, гипрсирам, гипскартон (gips, giprsiram, gipskarton) – Gips, gipsen, Gipskarton
- груб (grub) – grob; wie in „grober Fehler“, „grobe Schätzung“
- грубиян, грубиянски, грубиянство (grubijan, grubijanski, grubijanstwo) – Grobian, in der Art eines Grobians, Grobheit
- грунд, грундирам (grund, grundiram) – Grund, grundieren
- гуми (gumi) – Reifen (< Gummi)
- дюбел (djubel) – Dübel
- фалшив (falschiw) – falsch, gefälscht
- флейта (flejta) – Flöte
- фойерверк (fojerwerk) – Feuerwerk
- кайзер (kajser) – Kaiser
- картоф (kartof) – Kartoffel
- келнер (kelner) – Kellner
- кич (kitsch) – Kitsch
- компот (kompot) – Kompott
- куплунг (kuplung) – Kupplung
- курорт (kurort) – Kurort
- ландшафт (landschaft) – Landschaft
- лайтмотив (lajtmotiw) – Leitmotiv
- лак, лакирам (lak, lakiram) – Lack, lackieren
- луфт (luft) – Lücke, Spielraum
- льос (ljos) – Löss
- майстор (majstor) – Handwerker (< Meister)
- марш (marsch) – Marsch
- маршрут (marschrut) – Sammeltaxi (< Marschroute)
- мащаб (maschtab) – Maßstab
- мебел (mebel) – Möbel
- музикант (musikant) – Musikant
- мюсли (mjusli) – Müsli
- нит (nit) – Niet
- пауза (pausa) – Pause
- педал (pedal) – Pedal
- плакат (plakat) – Plakat
- полтъргайст (poltargajst) – Poltergeist
- принц (prinz) – Prinz
- раница (raniza) – Rucksack (< Ranzen)
- регал (regal) – Regal
- шал (schal) – Schal, Tuch
- шаблон (schablon) – Schablone
- шарнир (scharnir) – Scharnier
- швестер (schwester) – Schwuler (< Schwester)
- шибидах (schibidach) – Schiebedach
- шлаух (schlauch) – Schlauch
- шницел (schnizel) – Schnitzel
- шнур (schnur) – Schnur
- шлосер (schlosser) – Schlosser
- шлеп (schlep) – Schleppkahn
- шлиц (schliz) – geschlitzter Rock (< Schlitz)
- шлюз (schljus) – Schleuse
- шпалир (schpalir) – Spalier
- шпалта (schpalta) – Textspalte
- шпек (schpek) – salamiartige Wurst (< Speck)
- шперплат, шперплатен (schperplat, schperplaten) – Sperrholzplatte (< Sperrholz)
- шпиц (schpiz) – Deutsche Spitze
- шприц (schpriz) – Spritzpistole, Spritzer
- шпагат (schpagat) – Spagat
- шпион (schpion) – Spion
- шрифт (schrift) – Schriftart, Zeichensatz
- шублер, шиблер (schubler, schibler) – Schiebelehre, Schublehre
- щаб (schtab) – Stabsquartier
- щайга (schtajga) – Steige
- щанга (schtanga) – Reckstange
- щанд (schtand) – Marktstand
- щанца, щанцовам (schtanza, schtanzowam) – Stanze, stanzen
- щат (schtat) – Staat
- щатив (schtatiw) – Gestell (< Stativ)
- щекер (schteker) – Stecker
- щемпел (schtempel) – Stempel
- щифт (schtift) – Stift (Maschinenbau)
- щора (schtora) – Jalousien (< schweiz. dt. „Store“)
- щорм (schtorm) – Sturm
- щранг (schtrang) – Strang
- щрих, шриховам (schtrich, schtrichowam) – Strich
- щурм (schturm) – Sturmangriff
- щурман (schturman) – Steuermann
- яке (jake) – Jacke

## Dänisch
Anm.: Æ/æ=[æ(ː); ɛ(ː)]=Ä/ä (in Gallismen auch „ai“/„ei“); Ø/ø=[œ(ː); ø(ː)]=Ö/ö (In Gallismen auch „eu“); Å/å=[o(ː)]=O/o (In Gallismen auch „au“); Y/y=[y(ː)]=Ü/ü
- besoffen – besoffen[3]
- bessermachen – Drang, sich in anderer Leute Arbeit einzumischen[4]
- besserwisser, besserwissen – Besserwissen, Besserwisserei[4]
- flygel – Konzertflügel[5]
- gartner – Gärtner; von: frühneuhochdeutsch Gartner[5]
- gejst – Geist[4]
- gesjæft, geschæft – Laden, Lädchen[4]
- liebhaver – Interessent, Liebhaber, Sammler[4]
- leben – Leben; zum Beispiel in „die Straße war voller Leben“[4]
- lidse – Litze[4]
- polterabend – Polterabend[4]
- rutsje(bane), rutsche(bane) – Rutsche, Rutschbahn, Achterbahn[4]
- schattere – schattieren[4]
- schenkel – Schinken[5]
- schnauzer – Schnauzer (Hund)[4]
- schnitzel, snitsel – Schnitzel[4]
- schuster – Schuster[5]
- schwung – Schwung einer Musikvorführung oder schwungvollen Handschrift[4]
- schæchte – schächten[5]
- schæfer – Schäferhund[4]
- schottisch, scottish – Schottisch (Tanz)[4]
- sjuft – Schuft[4]
- slager, schlager – Schlager[4]
- staffeli – Staffelei[5]
- tus, tusch, tusse – Farbstift[5]
- ungefær – ungefähr[5]
- von – früherer Namenszusatz bei Offizieren[6]
- weltschmerz – Weltschmerz[5]

## Estnisch
- ahv – Affe
- apelsin – Apfelsine
- apteek – Apotheke
- arst – Arzt
- atentaat – Attentat
- eesel – Esel
- forell – Forelle
- hakkliha – Hackfleisch
- haamer – Hammer
- heeringas – Hering
- hügieeniartikkel – Hygieneartikel
- hunt – Wolf
- ingel – Engel
- kahhel – Kachel
- kahvel – Gabel
- kannu – Kanne
- kartul – Kartoffeln
- kass – Katze
- keel – Sprache (von Kehle)
- kino – Kino
- kips – Gips
- kirss – Kirsche
- klaas – Glas
- klaver – Klavier
- kleepima – kleben
- kleit – Kleid
- klooster – Kloster
- koer – Hund (von Köter)
- kohver – Koffer
- kórvits – Kürbis
- krahv – Graf
- kunst – Kunst
- kurk – Gurke
- lamp – Lampe
- leib – Brot (von Laib)
- lips – Schlips
- lóvi – Löwe
- loss – Schloss
- magu – Magen
- mantel – Mantel
- minut – Minute
- mööbel – Möbel
- müts – Mütze
- naps – Schnaps
- nipsutama – knipsen
- nööp – Knopf
- null – Null
- nuudel – Nudel
- orel – Orgel
- pakiruum – Gepäckraum
- pall – ball
- passiamet – Passamt
- pekk – Speck
- petersell – Petersilie
- pilt – Bild
- piparkook – Pfefferkuchen
- pirn – Birne
- plaaster – Pflaster
- plats – Platz
- politsei – Polizei
- prillid – Brille
- reis – Reise
- reisibüroo – Reisebüro
- riik – Staat
- riis – Reis
- riiul – Regal
- rosmariin – Rosmarin
- rott – Ratte
- saag – Säge
- sall – Schal
- salv – Salbe
- seep – Seife
- sibul – Zwiebel
- sink – Schinken
- sokk – Socke
- suhkur – Zucker
- sült – Sülze
- tangid – Zange
- tall – Stall
- tass – Tasse
- tekki – Decke
- till – Dill
- tool – Stuhl
- -tsioon – Endung -tion
- tulp – Tulpe
- tund – Stunde
- tüümian – Thymian
- vein – Wein
- vesi – Wasser
- virsik – Pfirsich
- vorst – Wurst
- vürts – Gewürz

## Finnisch
Viele deutsch klingende Wörter im Finnischen sind in Wirklichkeit aus dem Schwedischen übernommen worden, so z. B. das Wort kahvipaussi (Kaffeepause), das trotzdem 2006 vom Deutschen Sprachrat aus eingesandten Vorschlägen als Ausgewandertes Wort des Jahres ausgelost wurde. Auch viele der Wörter mit tatsächlich deutschem Ursprung wurden über das Schwedische ins Finnische entlehnt.
- besserwisser(i) – Besserwisser
- bratwursti – deutsche Bratwurst; die finnische Bratwurst hat eine eigene Bezeichnung: Lenkkimakkara
- flyygeli – Klavier; von: Flügel
- jugend – Jugendstil
- kippis – Prosit; von: Kipp es
- kitsch – Kitsch
- kuulalaakeri – Kugellager
- lied – (deutsches) Lied
- markka – finnische Währung vor Einführung des Euro
- marssi – Marsch
- mutteri – Mutter; von: Schraubenmutter
- mysli – Müsli
- polttarit – Polterabend
- vahtimestari – Hausmeister, Portier; von: Wachtmeister
- veto – Wette
- vitsi – Witz, vielleicht auch von schwedisch vits

## Französisch
Bereits im frühen Mittelalter sind Wörter aus der germanischen Sprache der Franken in die romanische Sprache des heutigen Frankreich übernommen worden. Wie im Italienischen auch sind beispielsweise viele Farbadjektive in den romanischen Sprachen germanischen Ursprungs.
Durch die kulturelle und politische Vormachtstellung Frankreichs seit der Zeit des Absolutismus wurden vor allem französische Wörter ins Deutsche aufgenommen. Angesichts der geographischen Nachbarschaft und engen kulturellen Beziehungen blieb es aber nicht aus, dass auch umgekehrt deutsche Wörter ins Französische gewandert sind. Thematische Schwerpunkte lassen sich erkennen bei Wörtern, die direkt mit deutscher Politik und Kultur wie z. B. Speisen und Getränken zu tun haben. Andere finden sich im Militärwesen, der Mineralogie und im Bereich der Musikinstrumente.
Mitunter ergeben sich durch wechselseitige Beeinflussung sehr komplizierte Entlehnungsgeschichten, bei denen es fraglich bleibt, ob einem Wort überhaupt noch eindeutig deutsche oder französische Herkunft zuweisbar ist. So hat der Erfinder des Akkordeons den Namen für seine verbesserte Ziehharmonika neu geschaffen: aus dem deutschen Wort Akkord, das im 15. Jahrhundert aus dem Französischen entlehnt worden war, und das er dann mit der griechischen Endung -ion versehen hat. Der Begriff Accordion für das Instrument wurde nun ins Französische übernommen, dort aber unter Einfluss des französischen Worts orphéon (im 19. Jahrhundert für „Drehleier“) zu accordéon umgeformt. Die französische Form wirkte in der Folge wieder auf das deutsche Wort zurück, das seit dem 20. Jahrhundert Akkordeon heißt. Wissenschaftliche Wortbildungen auf Grundlage des Lateinischen oder Griechischen werden in dieser Liste nur aufgeführt, wenn ihre Herkunft aus dem deutschen Sprachgebrauch anhand einer spezifisch deutschen Sprachgestalt erkennbar geblieben ist.
Auch im Französischen werden manche Wörter landläufig gern auf deutsche Ursprünge zurückgeführt, die in Wahrheit aus verwandten germanischen Sprachen, hier vor allem dem Niederländischen ins Französische entlehnt sind. Ein bekanntes Beispiel ist der boulevard, der nicht auf deutsch Bollwerk, sondern auf die niederländische Form bolwerk zurückgeht.
Ebenfalls unterschiedlich angegeben wird der Ursprung von (l’) arquebuse – ein Feuergewehr mit einem Haken im Schaft zum Auflegen auf ein Gestell, das oft etwa auf mittelhochdeutsch hâkenbühse (neuhochdeutsch Hakenbüchse) zurückgeführt wird. Sprachwissenschaftliche etymologische Wörterbücher vertreten hingegen meist eine Ableitung aus dem Niederländischen – in diesem Fall dem entsprechenden mittelniederländischen Wort haakbus. Auch komplexere wechselseitige Beeinflussungen zwischen dem entsprechenden Wort in verschiedenen Sprachen werden vermutet. Beim Wort bourgmestre werden sowohl ein mittelniederländischer als auch ein mittelhochdeutscher Ursprung in Betracht gezogen.
- (l’) alpenstock – Alpenstock
- (l’) anschluss – Anschluss Österreichs 1938
- (l’) aurochs – Auerochse
- (le) baeckeoffe – gebackenes ostfranzösisches Terrinengericht vom elsässischen Wort für „Bäckerofen“[9]
- (le) bandonéon – Bandoneon
- (le) batz – Batzen
- (le) berufsverbot – Berufsverbot
- (le) bécher – Becherglas in der Chemie
- (le) beffroi – Bergfried
- (le) Biedermeier – Biedermeier
- (le) bismuth – Wismut
- (le) bitter – Bitterlikör
- (le) blafard – „fahl“/„blass“, von mhd. bleichvar „bleichfarben“[15][9]
- (la) blende, blinde – Blende
- (le) blitz – Blitzschach
- (le) blitzkrieg – Blitzkrieg
- (le) blockhaus – Bunker
- (le) bocard – von Pochwerk[9]
- (le) bock – Bockbier
- (le) bourgmestre – von mittelniederländisch borgermeester oder mittelhochdeutsch burgermeister „Bürgermeister“[9]
- (le) bretzel – Brezel
- (le) bunker – Bunker
- (la) calèche – Kalesche
- (la) came – Kamm[9]
- (la) chabraque – Schabracke, dies wiederum von türkisch çaprak.[9]
- (le) chic – im 19. Jahrhundert von Schick, oberdeutsch „Geschick, Talent“. Später als chic „modisch, elegant“ zurück ins Deutsche übernommen.[8][9]
- (la) chopine – von Schoppen
- (la) choucroute – Sauerkraut
- (la) cible – Ziel(scheibe), von schweizerdeutsch Schîbli, Verkleinerungsform für Schibe („Scheibe“).[9]
- (le) cobalt – Kobalt, von deutsch Kobold
- (la) cravache – Lederpeitsche, von Karbatsche, dies wiederum über polnisch karabacz aus türkisch kırbaç.[9]
- (le) cromorne – Orgelregister: Krummhorn
- (le) dachshund – Dachs
- (le) diesel – Diesel
- (le) diktat – Diktat (politisch)[9]
- (le) doppelgänger – Doppelgänger
- (l’) ersatz – billiger Ersatz bei Produkten
- (l') espièglerie – Schalkhaftigkeit oder Schelmenstück; von Eulenspiegel
- (le) feldgrau – Feldgrau (als deutsche Uniformfarbe)
- (le) feld-maréchal – Feldmarschall
- (le) feldwebel – Feldwebel
- (le) festschrift – Festschrift
- (le) fifre – pfeifen
- (le) fifrelin – Pfifferling
- (le) flehmen – Flehmen
- (le) fœhn, föhn – Schweiz. dt. Haartrockner, Föhn als Wind
- fohner, fœhner – die Haare trocknen, föhnen
- (la) foudre – Blitz, aus Fuder (großes Fass)
- (la) frichti – schnelle Mahlzeit; von elsässisch fristick „Frühstück“[10][9]
- (le) führer – Führer
- (la) Gemütlichkeit – Gemütlichkeit
- (la) gestalt – Gestalt
- (le) gestapiste – von Gestapo
- (le) glass – Glas
- (le) glockenspiel – Glockenspiel
- (le) gneiss – Gneis
- (le) graben – Graben, der bspw. durch einen Erdrutsch entstand
- (le) groschen – Groschen
- (la) gueuse (Slangwort für „Prostituierte“) – niederdeutsch: Göse (=Gänse)
- (l’) halbran – Halber-Ant, Halbe Ente
- (la) hallebarde – Hellebarde
- (le) hamster – Hamster
- (le) handball – Handball
- (la) hanse – Hanse
- (la) hase – Häsin
- (l’) hinterland – Hinterland
- (le) horst – tektonischer Horst
- (le) hussard – Husar
- (la) hutte – Hütte
- jodler, yodler – jodeln
- (le) Jugendstil – Jugendstil
- (le) kaiser – Kaiser
- (le) kammerspiel – Kammerspiel
- kaputt – kaputt
- (le) karcher – Hochdruckreiniger; abgeleitet vom deutschen Unternehmen Kärcher
- (le) képi – Käppi; von: Kappe
- (la) kermesse – Kirmes; von Mittelhochdeutsch kirmesse oder Flämisch kerkmisse
- (le) kieselgur, kieselguhr – Kieselgur
- (le) kirsch – Kirschwasser
- (le) kitsch – Kitsch
- (le) kobold – Kobold
- (le) kouglof – Gugelhupf
- (le) krach – Börsenkrach
- kraft (adj.) – z. B. in le papier kraft (sehr starkes Packpapier)
- (le) kreuzer – Kreuzer (Münze)
- (le) kronprinz – verwendet für „Kronprinz“ in Deutschland und Österreich
- (le) kummel – Kümmellikör
- (le) laborantin – Laborantin
- (le) land – Bundesland
- (le) landau – Kinderwagen, Puppenwagen, Landauer
- (le/la) landgrave – Landgraf
- (la) landgravine – die Frau eines Landgrafen, Landgräfin
- (la) landwehr – Landwehr
- (le) lansquenet – Landsknecht
- (le) lehm – Lehm
- (le) leitmotif – Leitmotiv
- (le) lette, letton – Lette[9]
- (le) lied – vor allem germanische Volkslieder
- (le) loden – Loden
- (le) lœss – Löss
- (le) loustic – Witzbold; von: lustig
- (la) Mannschaft – als Bezeichnung für die deutsche Fußballnationalmannschaft
- (le) mark – Mark
- (le) minnesang – Minnesang
- (le) nazi – Nazi
- (le) niemandsland – Niemandsland im Ersten Weltkrieg
- (la) nouille – Nudeln
- (l’) obus – Haubitze
- (le) panzer – Panzer
- (la) pechblende – Pechblende (Uraninit)
- (le) pfennig – Pfennig
- (le) plancton – Plankton
- (le) poltergeist – Poltergeist
- (la) purine – Purin
- (le) putsch – Putsch
- (le) quartz – Quarz
- (la) quenelle – Knödel
- (la) quille – Kegel
- (la) rafle – raffen
- (le) reichsmark – Reichsmark
- (le) reichstag – Reichstag
- (le) reître – brutaler Soldat, von deutsch Reiter[9]
- (le) rhingrave – Rheingraf
- (la) ridelle – Reidel
- (le) rollier – Roller
- (le) rollmops – Rollmops
- (la) rosse – Ross
- (le) rösti – Rösti
- (le) rotengle – von Roteugel, einem Dialektwort für den Fisch Rotauge[9]
- (le) rucksac – Rucksack
- (le) sabre – Säbel, dies wiederum von ungarisch szablya[9]
- (le) sarrau – von Sarrok
- scheider – scheiden
- (le) schilling – Schilling
- (la) schlague – Schlag, Schlagstock
- (le) schlamm – Schlamm in der Metallindustrie
- (la) schlitte – Holzschlitten in der Forstwirtschaft
- (le) schnaps – Schnaps
- (le) schnauzer – Schnauzer (Hund)
- (le) schnorchel, schnorkel – Schnorchel
- (le) schnouff – Schnupftabak
- (le) schorl – Schörl, Mineral
- (la) schupo – Schutzpolizei
- (le) schuss – Schussfahrt beim Skifahren
- (le) singspiel – Singspiel
- (le) social-démocrate – Sozialdemokrat
- (le) spalter – Spalterpinsel[9]
- (le) spath – Spat (Mineral)
- (le) speiss – in der Metallurgie Mischung aus Metall und Arsen nach einem ersten Röstprozess
- (le) spiegel – Spiegeleisen, Ferromangan
- (le) spitz – Spitz (Hund)
- (le) stem – Stemmbogen, Technik beim Skifahren
- (le) stollen – Christstollen
- (le) Sturm und Drang – Sturm und Drang
- (le) sylvaner – Silvaner
- (le) talweg – Talweg
- (le) teckel – Dackel
- trinquer – anstoßen (mit Trinkgläsern); aus: trinken[9]
- (le) trolle – Trollblume[9]
- (le) trommel – Mischtrommel
- (l’) umlaut – Umlaut
- (la) valine – Valin
- (la) valse – Walzer
- (le) vampire – Vampir
- (le) vasistas – Oberlicht; aus: „Was ist das?“, seit mindestens 1784[16]
- (le) vermouth – Vermut
- (le) waldsterben – Waldsterben
- welsche, velche, welche – Welsche
- (la) weltanschauung – Weltanschauung
- (le) weltpolitik – Weltpolitik
- (le) wergeld – Wergeld
- (le) wienerli – Schweiz. dt.: kleine längliche Wurst
- (le) witz – sehr abwertender Witz
- (le) zeitgeist – Zeitgeist
- (la) zeitnot – Zeitnot im Schach
- (le) zinc – Zink[9]
- (le) zugzwang – Zugzwang im Schach
- (la) zuckerwatte – Zuckerwatte
- (le) zwieback – Zwieback

## Griechisch
- αλτ (alt) – halt
- γκάσταρμπαϊτερ (gastarbaiter) – Gastarbeiter
- καπούτ (kapout) – kaputt
- καρτόφι (kartofi) – Kartoffel; über russ.: Картофель ins Pontische
- κιτς (kits) – Kitsch
- κραχ (krach) – Börsenkrach
- λούμπεν (loumben) – Entrechteter, Prolet; aus dt.: Lumpenproletariat
- μαρς (mars) – Marsch
- μπίρα (bira) – Bier
- πόλτεργκαϊστ (poltergaist) – Poltergeist
- πρέτσελ (pretsel) – Brezel
- σνίτσελ (snitzel) – Schnitzel
- στρούντελ (stroudel) – Strudel

## Hebräisch(Neuhebräisch)
Die Liste ist nach lateinischem Alphabet sortiert. Einen guten Überblick mit über 1.500 Einträgen gibt die Webseite „Deutsche Lehnwörter im Hebräischen“ von Uriel Adiv und Jakob Mendel (2015 ff.), unterhalten vom Leibniz-Institut für Deutsche Sprache.
- אַלְטֶה זָכְן alteh sachn, Plene: אלטע זאכן – Ruf fahrender Schrottsammler in Tel Aviv[18]
- אָצֵטוֹן azeṭon – Aceton, Aussprache c = tz
- אַצְטֵקִים Azṭeqīm – Azteken, Aussprache z = tz
- בִּירָה bīrah – Bier
- בִּיס bīs – Biss
- בְּּלִינְקֶר blīnqer – Blinker
- בּוֹיְדְן bōjdn – Dachboden.
- דַּקֶל daqel, Plene: דאקל – Dackel
- דְּרֶק dreq – Dreck
- דְּרוּקְלָגֵר drūqlager – Axiallager, Drucklager
- דִּיבֶּל dībel – Dübel[19]
- ֽֽאֶרְדּוּנְג erdūng – Erdung
- פַיְנְפּוּץ fajnpūz, Plene: פיינפוץ – Feinputz[19]
- פַיְנְשְׁמֶקֶר fajnšmeqer, Plene: פיינשמקר – Feinschmecker
- פֵן fen – Föhn
- פוּגֶה fūgeh – Fuge
- פוּי/פוּיָה fūjah/fūj – pfui
- גּשְׁטָאלְט gešṭālṭ – Gestalt (Psychologie)
- גֵּזוּנְט gesūnṭ – gesund
- גּוּמִי gūmī – Gummi (Material), Kondom
- הֶקְסְנְשׁוּס heqsnšūs – Hexenschuss
- הִשְׁפָּרִיץ hišprīz – er spritzte
- אִינְטֶרְפּוּץ īnṭerpūz – Unterputz
- אִינְסְטַלְטוֹר īnsṭalaṭōr – Installateur
- אִיזוֹלִירְבַּנְד īsōlīrband – Isolierband
- יוּלִי jūlī – Juli
- יוּנִי jūnī – Juni
- לַיְסְט lajsṭ, Plene: לייסט – Leiste
- לֶק leq – Leckerbissen
- לוּפְטְגֶּשֶׁפְט lūfṭgešefṭ – Luftgeschäft
- מֶרְץ merz – März
- מִישְׁמַשׁ mīšmaš – Mischmasch
- אוֹבֶּר-קַנְט ōber-qanṭ – Oberkante[20]
- אוֹטוֹ ōṭō – Auto
- פְּלַטְפוּס plaṭfūs – Plattfuß
- קַנְט qanṭ – Kante
- קִינְדֶרְשְׁטוּבֶּה qīnderšṭūbeh – gute Manieren, Kinderstube
- קִיטְש qīṭš – Kitsch
- קוֹלְרַבִּי qōlrabī – Kohlrabi
- קְרַצְפּוּץ qrazpūz – Kratzputz[20]
- קוּגֵלָגֶר qūgelager/קוּגֵל qūgel – Kugellager
- קוּפּלוּנְג qūplūng – Kupplung
- קוּרְס qūrs – Kurs, engl. course, beide von lateinisch cursus
- קוּרְצְשְׁלוּס qūrzšlūs – Kurzschluss
- רֵצֶפְּט rezepṭ – ärztliches Rezept
- רִנְטְגֵּן rinṭgen – er röntgte
- שָׁאלְטֶר šālṭer – Schalter zum Schalten
- שִׁיבֶּר šīber – Schieber
- שִׁינְקְן šīnqn – Schinken
- שְׁלָאפְשְׁטוּנְדֶה šlāfšṭūndeh – Mittagsschlaf
- שְׁלַיְף šlajf, Plene: שלייף – Schleifmaschine (auch: schleifen (techn.))
- שְׁלוּק šlūq – Schluck
- שְׁמָאלְץ šmālz – Schmalz
- שְׁמוּץ šmūz – Schmutz
- שְׁנִיצֶל šnīzel – Schnitzel
- שְׁנוּרְגֵּרִיסְט šnūrgerīsṭ – Schnurgerüst
- שְׁפַּכְטֶל špachṭel – Spachtel[20]
- שְׁפַּגָאט špagāṭ – Spagat, dieses von italienisch spaccato
- שְׁפִּיץ špīz – spitz
- שְׁפָּרִיצְפּוּץ šprīzpūz/שְׁפָּרִיץ šprīz – Spritzputz
- שְׁטַנְץ šṭanz – Stanze
- שְׁטִיכְמוֹס/שְׁטִיכְמָאס šṭīchmās/šṭīchmōs – Schlauchwaage zur Ermittlung des Stichmaßes[21]
- שְׁטוֹקְהוֹלם Šṭōqhōlm – Stockholm
- שְׁטְרוּדֶל štrūdel – Strudel; auch für das Schriftzeichen @
- שׁוּפֶל šūfel – Schaufelbagger, Baggerschaufel
- שְׁוֶדְיָה Šwedjah, Plene: שוודיה – Schweden
- שְׁוֵיְץ Šwejz, Plene: שווייץ – Schweiz
- שׁוְוּנְג šwūng – Schwung
- טַפֶּט ṭapeṭ – Tapete
- תֶּה teh – Tee
- וַשְׁפּוּץ wašpūz – Waschputz[19]
- וִינְקֶר wīnqer – Blinker (nach dessen Vorgänger, dem Winker)
- וִישֶׁר wīšer – Scheibenwischer
- צֶפֵּלִין zeppelīn – Zeppelin, Luftschiff
- צִימֵר zīmer – Fremdenzimmer
- צִיצִים zīzīm – weibliche Brüste

Das umgangssprachliche Hebräisch verfügt über etliche Germanismen, die über den Umweg des Jiddischen Einzug gehalten haben. Siehe auch Artikel Hebräische Sprache.

## Inuktitut
Deutschsprachige Missionare der Herrnhuter Brüdergemeine haben in Labrador einige Lehnwörter in den dortigen Inuit-Dialekten hinterlassen. Dazu gehören Wörter für neue Dinge wie die Kartoffel, aber auch Wörter, die nun als Alternativformen neben entsprechenden einheimischen Begriffen benutzt werden.
- jaarik – Jahr
- kartupalak – Kartoffel
- wurik – Woche

Zahlwörter:
- ainsili – eins
- tsuvailik – zwei
- turai – drei

## Japanisch
Lehnwörter im Japanischen sind allgemein von Kamiya 1994 zusammengestellt worden. Eine Auswahlliste bietet Irwin 2011.
Schon in der ersten Hälfte des 19. Jahrhunderts lehrten deutsche Ärzte zeitweise westliche Medizin in China. Im weiteren Verlauf des Jahrhunderts übernahm Japan das medizinische Ausbildungssystem Deutschlands und deutsche Professoren lehrten an japanischen Universitäten. Auch das Rechtssystem orientierte sich am deutschen Modell. So war Deutsch bis 1945 die zweitwichtigste Wissenschaftssprache in Japan, was sich im Wortschatz vor allem in der Medizin auswirkte. Im frühen 19. Jahrhundert kamen Begriffe aus dem Bergsteigen, Skifahren und der Politik hinzu.
Zu Fremdwörtern im Japanischen siehe auch Gairaigo.
- アインザッツ (ainzattsu) – Einsatz in der Musik
- アイゼン (aizen) – Steigeisen
- アンザイレン (anzairen) – Anseilen
- アレルギー (arerugī) – Allergie
- アルバイト (arubaito) – Arbeit, im Sinne von Nebenbeschäftigung, Aushilfsarbeit
- アスピリン (asupirin) – Aspirin
- アウトバーン (autobān) – Autobahn
- バウムクーヘン (baumukūhen) – Baumkuchen
- ボンベ (bonbe) – (Gas-)Bombe, Gasflasche, Gasbehälter
- ダックスフント (dakkusufunto) – Dackel
- ドッペルゲンガー (dopperugengā) – Doppelgänger
- エーデルワイス (ēderuwaisu) – Edelweiß
- エネルギー (enerugī) – Energie
- エネルギッシュ (enerugisshu) – energisch
- エピテーゼ (epitēze) – Epithese
- ガスマスク (gasumasuku) – Gasmaske
- ゲバルト (gebaruto) – (Staats-)Gewalt
- ゲマインシャフト (gemainshafuto) – Gemeinschaft
- ゲネプロ (genepuro) – Generalprobe
- ゲレンデ (gerende) – (Ski-)Gelände
- ギプス (gipusu) – (medizinischer) Gips
- グミ (gumi) – Fruchtgummi
- ハイム (haimu) – Heim
- ヒュッテ (hyutte) – (Berg-)Hütte
- イロニー (ironī) – Ironie
- ヤンマ (yanma) – Jammer
- カプセル (kapuseru) – Kapsel[24]
- カルテ (karute) – Karte; im Sinne von: Aufzeichnung der Krankengeschichte, Krankenakte
- キルシュワッサ (kirushuwassa) – Kirschwasser
- コントラバス (kontorabasu) – Kontrabass
- クランケ (kuranke) – Kranker, Patient
- メルヘン (meruhen) – Märchen
- メッセ (messe) – Messe
- ナトリウム (natoriumu) – Natrium
- ノイローゼ (noirōze) – Neurose[25]
- オルガスムス (orugasumusu) – Orgasmus
- オナニー (onanī) – Onanie
- ポルターガイスト (porutāgaisuto) – Poltergeist
- プロテーゼ (purotēze) – Prothese
- ラーゲ (rāge) – Lage (Sexstellung)
- レントゲン (rentogen) – (medizinische) Röntgenaufnahme
- ルンペン (runpen) – Lumpen, Obdachloser
- ルンペンプロレタリアート (runpenpuroretariāto) – Lumpenproletariat
- リュックサック (ryukkusakku), リュック (ryukku (Abk.)) – Rucksack
- シュラフ (shurafu) – Schlafsack
- シュトレン (shutoren) – [Christ]stollen
- テーマ (tēma) – Thema
- トルテ (torute) – Torte
- ツァイトガイスト (tsaitogaisuto) – Zeitgeist
- ウラン (uran) – Uran
- ワーゲン (wāgen) – Volkswagen-Käfer, Autos von Volkswagen im Allgemeinen
- ワイングラス (waingurasu) – Weinglas
- ワンダーフォーゲル (wandāfōgeru), ワンゲル (wangeru (Abk.)) – Wandervogel
- ヤッケ (yakke) – Windjacke
- ザーメン (zāmen) – Samen, Same, Sperma
- ザワークラウト (zawākurauto) – Sauerkraut

## Koreanisch
- 아르바이트 (arŭbait'ŭ) – Nebenbeschäftigung, Aushilfsarbeit
- 알레르기 (allerŭgi) – Allergie
- 노이로제 (noiroje) – Neurose
- 가제 (kaje) – Gaze, Wundverband
- 깁스 (kipsŭ) – Gips
- 아이젠 (aijen) – Steigeisen
- 자일 (jail) – Seil
- 코펠 (k'op'el) – Kocher (Freizeit, Bergsteigen)
- 글로켄슈필 (kŭllok'ensyup'il) – Glockenspiel
- 라이트모티브 (rait'ŭmot'ibŭ) – Leitmotiv
- 룸펜 (rump'en) – Lumpen, Obdachloser
- 프롤레타리아 (p'ŭrollet'aria) – Proletarier
- 프롤레타리아트 (p'ŭrollet'ariat'ŭ) – Proletariat
- 이데올로기 (ideologi) – Ideologie
- 샬레, 샤알레 (shale, shaale) – Petrischale
- 프레파라트 (p'ŭrep'arat'ŭ) – Präparat für ein Mikroskop
- 메스실린더 (mesŭshillindŏ) – Messzylinder
- 호프 (hopŭ) – Hof, Kneipe, Biergarten
- 국카스텐 (kukk'asŭten) – Guckkasten
- 메스 (meseu) – Skalpell, Messer
- 핸드폰 (haendeupon) – Handy, Mobiltelefon
- 카드 (kadeu) – Karte
- 소파 (sopa) – Sofa
- 스탠드 (seutaendeu) – Steh oder Standleuchte
- 램프 (laempeu) – Lampe
- 크리스마스 (keuliseumaseu) – Weihnachten (Christmesse)
- 도플 갱어 (dopeul gaeng-eo) – Doppelgänger
- 루페 (Lupe) – Lupe (medizinisch)

## Lettisch
Ein Teil des ursprünglich aus dem Mittelhochdeutschen übernommenen Wörter wurden auch über Dänemark und Schweden übermittelt und entsprechend modifiziert.
- aisbergs – Eisberg
- amats – Amtsmann, Beamter Posten, Position
- ārsts – Arzt
- baļķis – Balken, Balkon
- bikses – Buxe, Büxe, Hose
- blašķe – Flasche
- bleķis – Blech
- bremze – Bremse
- brilles – Brille
- bumbieris – Bumbirne, Bumbee (pfälzisch), 'Birne zum Keltern'
- būvēt – zum Bauen (bauet)
- dambis – der Damm
- dienests – der Dienst, zu Diensten
- dīķis – Teich, eigentlich Dickicht
- dubults – Doppel, doppelt
- elle – Hölle[26]
- etiķis – Essig
- flīģelis – Flügel
- garnele – Garnele
- glāze – Glas
- glazūra – Glasur
- kanna – Kanne
- kaste – Kasten
- ķēde – Kette
- ķieģelis – Ziegel
- ķirbis – Kürbis
- ķirsis – Kirsche
- kleita – Kleid
- koferis – Koffer
- krogs – Krug (Gaststätte)
- krūze – Krug, Becher, große Tasse
- kungs – Herr (von König)
- kurvis – Kurve
- lustīgs – lustig
- maršruts – Linie (Verkehr), Fahrplan, Reiseplan (von „Marschroute“)
- mērķis – Zielmarke
- niere – Niere
- onkulis – Onkel
- panna – Pfanne
- pudele – Buddel, Flasche
- rēķināt – rechnen, berechnen
- sīpols – Zwiebel
- šķūnis – Schuppen
- šlipse – Schlips, Krawatte
- smēķēt – Rauchen (von Schmecken)
- smēre – Schmiere
- šmuce – Schmutz
- šmucīgs – schmutzig
- smuks – schmuck, hübsch
- šņabis – Schnaps
- spēle – Spiel
- stārķis – Storch
- stunda – Stunde
- tante – Tante
- telts – Zelt
- un – und
- vērts – wertvoll
- zāģis – Säge
- zēns – Junge, Knabe (von Sohn)
- ziepes – Seife
- zvērests – der Eid (von schwören)[26]

## Litauisch
- buterbrodas – Butterbrot
- fachverkas - Fachwerk
- maršrutas – Linie (Verkehr), Fahrplan, Route, Reiseplan (von „Marschroute“)
- tortas – Torte
- vafliai – Waffeln
- vata – Watte

## Niederländisch
- abseilen – abseilen
- aha-erlebnis – Aha-Erlebnis
- aldagsleven – Alltagsleben
- an sich – an sich
- ansichtkaart – Ansichtskarte
- bühne – Bühne
- einzelgänger – Einzelgänger
- fingerspitzengefühl – Fingerspitzengefühl
- glühwein – Glühwein
- hetze – Hetze
- jugendstil – Jugendstil
- keelkop – Kehlkopf
- kitsch – Kitsch
- lapzwans – Schlappschwanz
- muesli – Müsli
- ober – Oberkellner
- ordner – Aktenordner
- ramsj – Ramsch
- salonfähig – salonfähig
- schadenfreude – Schadenfreude
- schmink – Schminke
- schwalbe – Schwalbe (Fußball)
- sowieso – sowieso
- überhaupt – überhaupt
- umlaut – Umlautzeichen
- zeitgeist – Zeitgeist

## Norwegisch
- besserwisser – Besserwisser[27]
- fingerspitzgefühl – Fingerspitzengefühl[27]
- gebyr – Gebühr[27]
- gründer – (Existenz-)Gründer[27]
- katzenjammer – schlechte Musik oder Kater (von Alkoholkonsum)[27]
- kaputt – kaputt[27]
- omsonst – vergeblich[27]
- slager – erfolgreiches Lied (Schlager)[27]
- snikksnakk – dummes Geschwätz[27]
- vorspiel, nachspiel – Konsum von alkoholischen Getränken vor oder nach einem Fest, Diskobesuch oder Kneipenabend.[27] Auch als Kurzwort „vors“ verwendet

## Persisch
- اتوبان (otobān) – Autobahn
- بیر [bir] (AFG) – Bier
- سگ داشهوند [sag-e dāšhund] – Dackel
- دیزل [dizal] (AFG) – Dieselkraftstoff
- هروئین [hero'in] – Heroin
- کوکائین [kokāin] – Kokain
- پمپ‌بنزین [pomp-benzin] – Tankstelle
- تانک تیل [tānk-e til] (AFG) – Tankstelle

## Polnisch
- ajerkoniak – Eierlikör (< Eier + Cognac)
- bakburta – Backbord (in der Seefahrt)[28]
- banknot – Banknote
- barwa – Farbe (Eigenschaft) (< mhd. varwe)
- bejca/bejcować – Beize/beizen
- bindować – binden
- blacha/blacharz – Blech/Blechner (Bauklempner)
- blenda – Blende in Architektur[28]
- Blitzkrieg – Blitzkrieg[28]
- bokobrody – Backenbart
- bosman – Bootsmann
- bruderszaft – ugs. Toast auf die Bruderschaft
- buda – Bude
- budować – bauen
- buchalter – Buchhalter
- bumelować – bummeln, blaumachen
- burmistrz – Bürgermeister
- bursztyn – Bernstein
- cegła – Ziegel
- cel – Ziel
- chata, chatka – Berg-, Schutzhütte
- cuzamen do kupy – ugs. alles zusammen
- cyferblat – Zifferblatt
- dach – Dach
- druk – Buchdruck
- drut – Draht
- dryl, drylować – Drill, drillen[28]
- durszlak – Sieb aus festem Material (< Durchschlag)
- dyszel – Deichsel
- elwa – Elfer; von: Elfmeter im Fußball
- esesman – SS-Mann
- fachowiec, fachowy – Fachmann, fachgerecht
- fajerwerk – Feuerwerk
- fajrant – Feierabend
- fałsz, fałszować – falsch, fälschen
- farba – Farbe (Stoff zum Malen, Anstreichen, Färben und Drucken)
- fartuch – Vortuch, Schürze
- felczer – Feldscher
- feldfebel – Feldwebel
- feldmarszałek – Feldmarschall
- feler – Mangel (< Fehler)
- felga – Felge
- filar – Pfeiler
- flaga – Flagge
- flaszka (ugs.) – Flasche
- flet – Flöte
- flinta – Flinte
- fracht – Fracht
- frajda – Freude
- frez, frezarka, frezer, frezować – Fräser (Werkzeug), Fräse, Fräser (Beruf), fräsen
- front – Front
- fuga – Fuge
- furman – Fuhrmann
- garbarz, garbować – Gärber, gärben
- gestapo – Gestapo
- gips – Gips
- giser – Gießer
- glanc, glancować – Glanz, Verb dazu: glänzend machen (polieren)
- gmina – Gemeinde
- gotyk – Gotik
- grabarz, grób – Totengräber, Grab
- grajcar – Kreuzer
- grosz – Groschen
- grunt, gruntować – Grund (Erde, Boden), grundieren
- grupa – Gruppe
- gryf – Griff eines Musikinstruments
- gryfel – Griffel
- grynszpan – Grünspan[28]
- grys – Splitt, Grießkohle (< Grieß)
- gulden – Gulden
- gwałt, gwałcić – Gewalt, vergewaltigen
- gwint – Gewinde
- gzyms – Gesims
- haft, haftować – Stickerei (< heften), sticken (< anheften)
- hak – Haken
- hala – Halle
- halabarda – Hellebarde
- halerz – Heller
- hałda – Halde
- hamować, hamulec – bremsen (< hemmen), Bremse
- handel, handlarz, handlować – Handel, Händler, handeln
- hantle – Hanteln
- hanza – Hanse
- harcap – Haarzopf
- harfa – Harfe
- hartować – härten
- haubica – Haubitze
- hebel – Hobel
- hełm – Helm
- hochsztapler – Hochstapler, Betrüger
- holować – schleppen (< holen)
- hołd, hołdować – Huldigung (< Huld), huldigen
- huta – Metallhütte
- jarmark – Krammarkt (< Jahrmarkt)
- jodłować – jodeln
- kacenjamer – Katzenjammer
- kac (gesprochen katz) – Kater (Alkoholintoxikation)
- kajuta – Kajüte
- kajzerka – Kaiserbrötchen
- kapelmistrz – Kapellmeister
- kapsel – Kronkorken (< Kapsel)
- kartofel – Kartoffel
- kicz – Kitsch
- kindersztuba (veraltet) – Kinderstube
- kiper – Küper[28]
- klajster – Kleister
- klejnot – Kleinod
- klinkier – Klinker[28]
- kluska, kluski – Kloß, Klöße
- knajpa – Kneipe
- knedel – Knödel
- kotlet – Kotelett
- kroksztyn (veraltet) – Kragstein
- kształt – Form (< Gestalt)
- kufer – Reisetruhe (< Koffer), Kofferraum
- kumpel – Kumpel
- kupować – kaufen
- kurort – Kurort
- ładować – laden
- land – Bundesland in Deutschland und Österreich[28]
- likier – Likör
- loch – Loch (altertümliches Gefängnis)
- majster – Meister
- majstersztyk – Meisterstück (meisterhafte Leistung)
- makler – Makler
- malować – malen
- marszruta – Marschroute
- maswerk – Maßwerk
- mebel – Möbel
- mistrz – Meister
- mufa – Muffe
- mundsztuk – Mundstück (für Blasinstrumente, Zigaretten, oder auch Trense)
- mur, murować – Mauer, mauern
- murgrabia – Markgraf
- musli, müsli – Müsli
- nit – Niet
- obcas – Schuhabsatz
- O-ring – O-Ring
- pauza – Pause
- pils – Pilsner
- plac – Platz
- plaster – Pflaster
- platfus – Plattfuß
- (wy)pucować – putzen
- rachmistrz – Kassenverwalter (< Rechenmeister)
- rachunek – Rechnung
- ratunek – Rettung
- ratusz – Rathaus
- rausz – Rausch[28][29]
- rauschdelikt – Rauschdelikt[28]
- raut – Raute (Diamant oder Ziermuster in Architektur)
- regał – Regal[28]
- rejs – Flug- oder Schiffsreise
- reszta – Rest(geld)
- rolmops – Rollmops
- rota (historische Infanterieeinheit) – Rotte
- rotmistrz – Rittmeister
- rura – Rohr
- ruszt – Bratrost
- rusztowanie – Gerüst
- rycerz – Ritter
- rycina – Abbildung insbesondere Kupferstich oder Lithographie (< ritzen)
- rygiel, ryglować – Schieberiegel, verriegeln
- rym – Reim
- rymarstwo, rymarz – Riemenschneiderei, Riemenschneider
- rynna – Dachrinne
- rynek – Marktplatz (< Ring)
- rynsztok – Rinnstein (< Rinnstock)
- rynsztunek – Kampfausrüstung, Rüstung
- rysować – zeichen (< reißen)
- smak, smakować – Geschmack, schmecken
- smalec – Schmalz
- spacer, spacerować – Spaziergang, spazieren gehen
- stal – Stahl
- stempel – Stempel
- ster, sterować – Steuer (Gerät), steuern
- strudel (strudel jabłkowy) – (Apfel-)Strudel
- szablon – Schablone
- szacht – Installationsschacht
- szacować – schätzen
- szajs – Scheiß(e) (als Ausruf)
- szal, szalik – Schal
- szalować – schalen
- szarfa – Schärpe
- szarwark – Scharwerk
- szlaban – Schranke (< Schlagbaum)
- szlachtować – schlachten
- szlafmyca – Schlafmütze
- szlafrok – Bademantel (< Schlafrock)
- szlag – Apoplexie (< Schlag)
- szlagier – Schlager
- szlaka – Schlacke
- szlam – Schlamm
- szlara – Schleier (kurze Federn um die Augen bei bestimmten Vögeln)
- szlauch – Schlauch
- szlem – Schlemm
- szlif, szlifować, szlifierz – Schliff, schleifen, Schleifer
- szlifa – Epaulette (< Schlaufe)
- szlichta – Schlichte
- szlufka – Hosenschlaufe für Gürtel
- szminka – Schminke
- szmugiel, szmuglować – Schmuggel, schmuggeln
- sznur(ek) – Schnur
- sznycel – Schnitzel
- sznycerz – Schnitzer
- szok – Schock
- szopa, szopka – Schuppen (einfacher Holzbau)
- szor – eine besondere Art des Pferdegeschirrs (< Geschirr)
- szorować – scheuern
- szpachla, szpachlówka – Spachtel (Werkzeug), Spachtel (Masse)
- szpadel – Spaten
- szpalta – Spalte (Buchdruck)
- szpat – Spat (Mineral; Entzündung der Knochenhaut)
- szpicel – Spitzel
- szprycować, sobie – sich (Drogen in die Venen) spritzen
- szpula – Spule
- szpunt – Spund (Zapfen)
- szrama – Schramme
- sztych – Holz-, Kupfer- oder Stahlstich
- sztab – Stab (z. B. Generalstab, Führungsstab)
- sztaba – Stab (Metallstab), Barren
- sztambuch – Stammbuch
- sztag – Stag
- sztaluga – Staffelei
- sztanca – Stanze
- sztandar – Standarte
- sztanga – Stange, Scheibenhantel
- sztapel – Stapel
- sztok, pijany w – stockbetrunken
- sztolnia – Stollen (im Bergbau)
- sztorm – Sturm (heftiger Wind)
- sztos – Stoß (mit dem Billardstock)
- sztucer – Stutzen (Jagdgewehr)
- sztuka – Stück
- szturm, szurmować – Sturm (Angriff), stürmen
- sztyft – Stift (längliches Stück aus Metall oder Holz)
- sztygar – Steiger (Bergbau)
- sztywny – steif
- szufla – Schaufel
- szuflada – Schublade
- szumowina – Abschaum
- szumować – schäumen, abschäumen, entschäumen
- szupo – Schupo (Schutzpolizei)
- szus – Schussfahrt (mit Skiern)
- szwabacha – Schwabacher (besondere Art der Fraktur)
- szwagier – Schwager
- szwank – Schaden (< Schwank)
- szwarcować – schwärzen (schmuggeln)
- szwindel, szwindlować – Schwindel, schwindeln
- szyb – Aufzugsschat (< schieben)
- szyba – Glasscheibe
- szyber – Kaminschieber
- szyberdach – Schiebedach
- szyk – Schick (Ordnung), Wortfolge
- szyld – Schild (Tafel)
- szylkret – Schildpatt (< Schildkröte)
- szyna – Schiene
- szynka – Schinken
- szynkwas – Schanktisch
- ślusarz – Schlosser
- śluza – Schleuse
- śruba – Schraube
- śruta – Schrot
- talar – Taler
- talerz – Teller
- tankować – tanken
- tort – Torte
- tytka (schlesisch) – Tüte
- urlop – Urlaub
- wachmistrz – Wachmeister
- wafel – Waffel
- waga – Waage
- wagon – Waggon
- walc – Walzer
- wanna – Badewanne
- warsztat – Werkstatt
- waserwaga – Wasserwaage
- weltszmerc – Weltschmerz
- werbunek, werbować – z. B. Söldner werben, das Werben
- winda – Aufzug (< Winde)
- wrak – Wrack
- zecer – Schriftsetzer
- zegar – Uhr (< Zeiger)
- żeglarz – Segler
- zeitgeist – Zeitgeist[28]
- zeitnot – Zeitnot[28]

## Portugiesisch
- andebol (BR: handebol) – Handball
- ansatz – Ansatz; ausschließlich im mathematischen Sinne, wohl über Amerikanisches Englisch (AE) ins Brasilianisches Portugiesisch (BR)
- blitz – Verkehrskontrolle (BR)
- Bremsstrahlung – Bremsstrahlung; wohl über AE ins BR
- chopp oder chope – Bier vom Fass (BR); von: Schoppen
- cuca (BR) – Streuselkuchen
- delicatessen – Feinkost, Delikatessen; wohl über AE ins BR
- diesel – Motor oder Kraftstoff
- faustebol – Faustball (BR)
- kitsch – Kitsch (BR)
- lebensraum – Lebensraum (im Kontext von Lebensraum-Politik)
- malzbier – Malzbier (BR)
- quark – Quark (BR)
- schmier (oft auch chimia) – Brotaufstrich, Marmelade (BR); aus dem Riograndenser Hunsrückisch
- sporthalle – Sporthalle (BR)
- strudel – Apfelstrudel (BR)
- umklapp – Umklappprozess (BR)
- valsa – Walzer
- weltanschauung – Weltanschauung
- weltschmerz – Weltschmerz
- zeitgeist – Zeitgeist (BR)
- Edelvaisse – Edelweiß

## Rumänisch
„ș“ wird als „sch“ ausgesprochen, „ă“ = „e“ in „aber“, „ț“ = „ts“, „ch“ wie „k“
- abțibild – Abziehbild
- anschluss – Anschluss
- bere – Bier
- biglais, piglais – Bügeleisen (nur regional)
- bliț – Blitz (Fotoapparat)
- bormașină – Bohrmaschine
- banțig – Bandsäge
- cartof, cartoflă – Kartoffel
- chelner – Kellner, Ober
- chibiț – Kiebitz (beim Kartenspiel)
- chiflă – Kipferl, Hörnchen
- crenvurșt – Wiener Würstel
- Danțig – Danzig
- dorn – Dorn (technisch)
- foraibăr – Vorreiber
- fraier – leichtgläubig, naiv
- fraier, -ă (m/w) – naiver Mensch
- halbă – eine Halbe (Bierglas zu einem halben Liter)
- helfgott – Gesundheit!; wenn jemand geniest hat o. ä., nicht überall bekannt.
- hingher – Henker; heute verwendet als Tierfänger (Hundefänger) oder Abdecker
- kitsch – Kitsch
- lagăr – Lager
- land – (Bundes-)Land
- lied – Lied
- musai – muss sein, unbedingt
- oberliht – Oberlicht
- Reich – (Drittes) Reich
- rucsac – Rucksack
- șanț – Schanze, Schanzarbeiten, auch Bauarbeiten
- șină – Schiene, Gleis
- șindrilă – Schindel
- șlagăr – Schlager
- șlampăt, șleampăt – schlampig; aus dem Süddeutschen/Österreichischen, nicht überall bekannt
- șlapi – Schlappen
- a șlefui – schleifen
- șiip țuric – Schieb zurück (Kommando für Pferde)
- șmirglu, șmirghel – Schmirgel(-papier)
- șnițel – Schnitzel
- șnur – Schnur
- șpais – Speisekammer (regional)
- șpoher/șpoier – Sparherd – regional
- șorț – Schürze
- șpriț – Schorle („gespritzter“ Wein), (Ge-)Spritzter
- șpilhozen – Spielhose
- ștafetă – Staffel
- ștaif – Steif
- a ștampila, ștampilă – stempeln, Stempel
- ștecher – Stecker
- ștraif – Streif
- ștrand – Strandbad
- ștreang – Strang
- șurub – Schraube
- șurubelniță – Schraubenzieher
- șubler – Schublehre
- tișlaifăr – Tischläufer
- țal! (veraltet) – Zahlen! Die Rechnung!
- țel – Ziel
- țol – Zoll
- weltschmerz – Weltschmerz
- zaț – (Kaffee-, Druck-) Satz

## Schwedisch
Besonders die Sprachverwendung des Stockholmer Dialektes ist reich an deutschen Lehnwörtern und Germanismen, also sprachlichen Konstruktionen, die eigentlich aus der deutschen Sprache stammen. Grund für diese Reichheit liefert die Aufeinanderwirkung der beiden Sprachen während der Hanse-Zeit.
- aber – im Sinne von Aber, Hindernis, Einwand
- avnämare – Abnehmer; von: Waren
- besserwisser – Besserwisser
- bratwurst – Bratwurst
- daler – Taler
- durkslag – Durchschlag, Abtropfsieb
- fogsvans – Fuchsschwanz-Säge
- gefundenes fressen – gefundenes Fressen
- gesäll – Geselle
- gulaschbaron – neureich, jemand, der sich mit dunklen Geschäften (z. B. Lebensmittel in Krisenzeiten) bereichert
- geschäft – Geschäft (herabsetzend, im Sinne von Geldschneiderei)
- halsfluss – Mandelentzündung (Tonsillitis)
- heila – den Hitlergruß zeigen
- hillebard – Hellebarde
- kaputt – kaputt
- ont krut – ugs. für Unkraut
- profilbild – Profilbild
- schnitzel – Schnitzel
- snälltåg – Schnellzug
- über – ug. in Zusammensetzungen
- ungefär – ungefähr
- väck – weg, wie in wegnehmen usw.
- von oben – von oben gesehen (bildlich)
- wallraffa – unter falscher Identität recherchieren; nach Günter Wallraff

## Slowenisch
- auspuh – Auspuff
- blinker – Blinker
- bremza – Bremsen
- bremzpakne – Bremsbacken
- cagati – zagen, zögern
- cajt – Zeit
- cegel – Ziegel
- cilj – Ziel
- cimer – Zimmergenosse, Zimmermitbewohner
- cvirn – Zwirn
- cukr – Zucker
- fergazer – Vergaser
- firnk – Vorhang
- handlanje – Handeln
- hebel – Hebel
- hec – Hetz, Spaß
- kič – Kitsch
- kremšnita – Cremeschnitte (Kuchen)
- lajšta – Leiste
- laufanje – Laufen
- lojtra – Leiter
- luster – Luster
- mašna – Masche
- nagelj – Nelke
- pir – Bier
- puter – Butter
- šajba – Scheibe
- šaflja – Schaufel
- šimfanje – Schimpfen
- šlavf – Schlauch
- špeh – Speck
- šporhet – Herd
- šport – Sport
- špukanje – Spucken
- šravf – Schraube
- šravfenciger – Schraubenzieher
- štel – Gestell
- štemajzelj – Stemmeisen
- štrudelj – Strudel
- švicanje – Schwitzen
- švinglanje – Schwindeln
- vaza – Vase
- ziherica – Sicherungsring
- žajfa – Seife
- žnura – Schnur

## Spanisch
- chucrut – Sauerkraut
- delicatessen – Delikatessen
- estrudel – Strudel, z. B. Apfelstrudel
- dasein – Dasein (Philosophie)
- fuss – Bei Fuß! (Hundekommando)
- hier – Hier! (Hundekommando)
- hinterland – Hinterland
- iceberg – Eisberg
- kaiser – historisch für den deutschen Kaiser, regional auch für die Spielkarte König gebraucht
- kaputt – kaputt
- kinder – Kindergarten in Lateinamerika; über das Englische kindergarten ins Spanische gelangt
- kitsch – Kitsch
- kuchen – Kuchen (Chile)
- kursaal – Kursaal
- leitmotiv – Leitmotiv
- leberwurst – Leberwurst
- lever – Leberwurst (Argentinien)
- lumpen – Lump (Peru)
- muesli – Müsli
- platz – Platz! (Hundekommando)
- poltergeist – Poltergeist
- sitz – Sitz! (Hundekommando)
- vals – Walzer
- voraus – Voraus! (Hundekommando)
- weltanschauung – Weltanschauung
- zeitgeist – Zeitgeist

## Swahili
- bruda – Ordensbruder
- -dachi – deutsch (veraltet, heute: -jerumani)
- hela – Geld; von: Heller
- kinda – Junge, insbesondere Vögel
- lami – Asphalt, Teer; von: Leim[30]
- maneva – Manöver
- mashine – Maschine
- shule – Schule

## Tschechisch
- arkýř – Erker
- cihelna, cihla – Ziegelei, Ziegel
- cíl – Ziel
- cukr – Zucker
- dort – Torte
- drát – Draht
- facka – Ohrfeige (< A Fotze)
- fajnšmekr – Feinschmecker, Connaisseur
- falšovat – fälschen
- farář – Pfarrer
- fešák – schön (< A fesch)
- flaška – Flasche
- fotr – Vater (abwertend)
- fusekle – Socken (< Fußsöckle)
- grázl – Grasel
- grupa – Gruppe
- hadr – Lappen (< A Hadern)
- hajzl – Toilette; auch als Schimpfwort „ty hajzle“ ,du Depp' (< A Häusl)
- hajzlpapír (sehr salopp) – Toilettenpapier (< A „Häuslpapier“)
- hausknecht – Hausknecht
- hausmajstr – Hausmeister
- hochštapler – Hochstapler, Angeber
- kacíř – Ketzer
- kachl, kachlík – Kachel
- kachlák – Kachelofen
- kajuta – Kajüte
- kaput – kaputt
- klenot – Schmuck (< Kleinod)
- ksicht – Fratze (< Gesicht)
- kšeft – Geschäft (sowohl für einen Handel als auch einen Laden)
- kufr – Koffer
- kýbl – Eimer (< Kübel)
- líbesbríf (salopp) – Liebesbrief
- majstrštyk (salopp) – Meisterstück
- malíř – Maler
- ortel – Urteil
- papír – Papier
- polštář – Kopfkissen (< A Polster)
- pekař – Bäcker
- pucovat – putzen, reinigen
- pumpa – Tankstelle (< Pumpe)
- regál – Regal
- ruksak – Rucksack
- sicherhajcka – Sicherheitsnadel
- sál – Saal
- šablona – Schablone
- šafář – Vorarbeiter (< Schaffer)
- šálek – Tasse (< A Schale)
- sekýrovat – A sekkieren
- šenk, in: vinný šenk – Weinschenke (< Schenke)
- sicflajš – Sitzfleisch
- šorc – Schürze
- šnuptychl – Schnäuztuch (< „Schnupftüchel“)
- šňůra – Schnur
- špagát – Bindfaden (< A Spagat)
- špajz – Speisekammer (< A Speis)
- špárkasa – Sparkasse
- spořit – sparen
- šroub – Schraube
- šroubovák – Schraubenzieher, Schraubendreher
- štamgast – Stammgast
- štrúdl – Apfelstrudel
- šuplík – Schublade
- švagr, švagrová – Schwager, Schwägerin
- stodola – Scheune; von: Stadl
- tác, tácek – A Tazerl
- trychtýř – Trichter
- tancovat, tanec – tanzen, Tanz
- vana – Wanne
- vata – Watte
- vercajk – Werkzeug

## Türkisch
„ş“ entspricht deutschem „sch“
- aysberg – Eisberg[31][32]
- beher oder beherglas – Becherglas[32]
- bitter – bitteres Bier, Wacholderraki oder Bitterschokolade[32]
- difenbahya – Dieffenbachie, eine Pflanze, benannt nach dem österreichischen Gärtner Joseph Dieffenbach[32]
- diril – Drill[32]
- dübel – Dübel[31][32]
- faşing – Fasching[31][32]
- feldmareşal – Feldmarschall, jedoch über den Umweg von französisch feld-maréchal.[32]
- feldspat – Feldspat[32]
- fertik – umgangssprachlicher Aufruf, abzuhauen/die Flucht zu ergreifen[32]
- fertikçi – Zugbegleiter (diese riefen immer „fertig“, wenn der Zug bereit zur Abfahrt war)[33]
- filinta – Flinte[32]
- fuspet – Fußbett, Einlegesohle[31]
- Germanistik – Germanistik[32]
- Gestalt – Gestalt (-psychologie, -therapie)[32]
- Göztepe – Bezeichnung für eine frühe Form der Walther P38. Leitet sich von Gestapo ab, für die sie angeblich entwickelt wurde.[34][35]
- gnays – Gneis[32]
- graben – Graben (Geologie)[32]
- grosmarket – Großmarkt[31][32]
- haymatlos – heimatlos[31][32]
- hinterlant – Hinterland, Inland[31][32]
- hornblent – Hornblende[32]
- horst – Horst (Geologie)[32]
- kaput – kaputt, gescheitert; das gleichlautende Wort für „Motorhaube“ stammt hingegen von französisch capote (Kapuze, Verdeck).[32]
- kayzer – Kaiser[32]
- kuruş – Groschen[32]
- laytmotif – Leitmotiv[32]
- lös – Löss[32]
- mark – Mark[32]
- mavzer – Gewehr, auf den Hersteller Fa. Mauser zurückzuführen[32]
- Nazi – Nazi[32]
- otoban – Autobahn[31][32]
- otopark – Autopark/Parkplatz[31][32]
- panzer – Panzer[32]
- rate – Ratte[31][32]
- şalter – Schalter[31][32]
- şinitzel – Schnitzel[31]
- şipidak – Schiebedach[31]
- tekniker – Techniker[31][32]
- tifdruk – Tiefdruck[31][32]
- tonmayster – Tonmeister[31][32]
- vaks – Wachs[32]
- vermut – Wermut[32]
- zeplin – Zeppelin[31][32]

Etliche Wörter sind deutschen Wörtern ähnlich, sind aber aus anderen Sprachen sowohl ins Türkische wie ins Deutsche entlehnt worden, z. B. karst (slowenisch), sofa (französisch, aber aus dem Arabischen), marka (italienisch). Das türkische ringa für den Hering leitet sich vom italienischen arengo ab, das jedoch wiederum einen westgermanischen Ursprung hat.

## Ukrainisch
- ауфтакт (auftakt) – Auftakt
- бурштин (burschtyn) – Bernstein
- бутерброд (buterbrod) – Butterbrot
- бюстгальтер (biusthal`ter) – Büstenhalter
- дах (dach) – Dach, über polnisch dach aus dem Deutschen entlehnt
- драйфус (drajfus) – Dreifuß, dreibeiniger Hocker, Schemel
- дріт (drit) – Draht
- друк (druk) – Druck
- друкарня (drukarnia) – Druckerei
- фах (fach) – Fach, Fachgebiet, Fachrichtung, Beruf
- Файно (faino) – fein, schön!
- фарба (farba) – Farbe
- Феєрверк (feyerwerk) – Feuerwerk
- фляжка, пляшка, (fljaschka, pljaschka) – Flasche
- ганок (ganok) – Veranda (von deutsch Gang)
- гриф (gryf) – Griff
- ґвалт (gwalt) – Gewalt (im Sinne von „Hilfe!“)
- кахель (kachel) – Kachel
- камертон (kamerton) – Kammerton
- Картопля (Kartople) - Kartoffel
- крам (kram) – Kram
- кнайпа (knajpa) – Kneipe
- концертмейстер (kontsertmeyster) – Konzertmeister
- кошт (kosht) – Kosten
- крейда (krejda) – Kreide
- квиток (kwytok) – Quittung
- куля (kulja) – Kugel, über polnisch kula entlehnt
- лахати (lahaty) – lachen
- ландшафт (landshaft) – Landschaft
- ліхтар (lichtar) – Leuchter
- льох (lioh) – Keller, Kerker (über polnisch loch aus deutsch Loch entlehnt)
- майстер (majster) – Meister
- малювати (maljuwaty) – malen
- маляр (maliar) – Maler
- маршрутка (marschrutka) – Sammeltaxi auf festen Routen (Marsch-/Reiseroute, маршрут)
- мур (mur) – Mauer
- мусити (musyty) – müssen
- мушля (mushlia) – Muschel
- папір (papir) – Papier
- пензель (penzel`) – Pinsel
- плюндрувати (pljundruwaty) – plündern
- порятунок (poriatunok) – Rettung
- поштамт (poschtamt) – Postamt
- ратуша (ratusha) – Rathaus
- рахунок (rahunok) – Rechnung
- шухляда (schuchljada) – Schublade
- шуфля (shuflia) – Schaufel
- шпиталь (schpital) – Spital
- шрифт (shryft) – Schrift
- штемпель (shtempel`) – Stempel
- швагро (shvagro) – Schwager
- смакувати (smakuvaty) – schmecken
- cтрум (strum) – Strom
- Tесля (teslia) – Tischler
- цаль (tsal´) – Zahl
- ціль (zil) – das Ziel
- цукор (tsukor) – Zucker

## Ungarisch
Im Falle des Ungarischen findet man eine ganze Reihe von Wörtern, die aus dem Deutschen stammen. Grund für diese reiche Fülle an deutschen Wörtern in der ungarischen Sprache ist, außer der geografischen Nähe, das 1000-jährige kulturelle und geschichtliche Zusammenleben, das sich im Rahmen von Österreich-Ungarn (1867–1919) bzw. unter der Habsburger-Herrschaft (1526–1919) vervollständigte. Schon früher war es in Ungarn durchaus üblich, dass gebildete Leute untereinander Deutsch sprachen, und die meisten wissenschaftlichen Werke erschienen in Ungarn in deutscher Sprache.
Aussprache: c wie ts, cs wie tsch, s wie sch, sz wie stimmloses s (ß), z wie stimmhaftes s
- anslusz – Anschluss Österreichs 1938
- afektált – affektiert
- ármányos – listig, intrigant; von: Mittelhochdeutsch arm-man – armer Mann/Bauer. Im Ungarischen wandelte sich die Bedeutung zuerst zu Spitzbube und Dieb, dann zu bübisch, listig.[38]
- bakfis – heranwachsendes Mädchen, Backfisch[38]
- bakter – Nachtwächter, Bahnwärter; von: Wächter, Erstbeleg 1728[38]
- bál – Ball
- báró – Baron
- beleg – Kaufbeleg[38]
- bifláz – büffeln[38]
- bliccelni – Zeche prellen, Schwarzfahren: von blitzen
- blockflöte – Blockflöte
- blokkolni – ab-/blocken
- bódé – Bude
- börze – Börse
- borosta – Bürste[38]
- cech – Zeche, Bezahlung für Speisen und Getränke[38]
- colstok – Zollstock; Erstbeleg 1833[38]
- copf – Zopf
- cumi – Schnuller; von: zuzeln
- dajer, dauer – Dauerwelle[38]
- dekni – Deckel
- drill – Drill[38]
- drót – Draht
- dunsztol – dünsten[38]
- eszcájg – Esszeug, Besteck (veralt.)
- fácán – Fasan
- fájront – Feierabend[38]
- fakszni – Faxen
- falcolni – Falz machen, Blechner, Flaschner
- fánk – Pfannkuchen[38]
- fater – Vater
- filter – Filter
- firhang – Vorhang (veralt.)
- firnisz – Firnis, Erstbeleg 1753[38]
- flekken – eine Art Rostbraten; nach dt. Flecken[38]
- froclizni – frotzeln
- früstök, früstökölni – Frühstück, frühstücken; veraltet; im 14. Jh. als fölöstököm entlehnt[38]
- fuccs – futsch[38]
- fukar – geizig, Geizhals; nach der Augsburger Patrizierfamilie Fugger[38]
- furmányos – Fuhrmann; veraltet[38]
- furnéroz – furnieren; Erstbeleg 1809[38]
- fuszekli – Socken, Fuß
- géz – Gaze
- giccs – Kitsch
- gipsz – Gips
- glanc – Glanz
- gróf – Graf
- gumi – Gummi
- gyolcs – Leinwand; im 14. Jh. nach dem Wort kölsch benannt, da die Stadt Köln ein wichtiges Zentrum des Textilgewerbes war.[38]
- háklis – heikel[38]
- hecc – Hetz; im Sinne von Jux
- hecsedli – A Hetscherl = Hagebutte
- hering – Hering
- herceg – Herzog; bereits um 1405 belegt[38]
- hokedli – Hocker
- hózentróger – Hosenträger
- indiáner – A Indianerkrapfen = Schokokuss
- istrang – Strang[38]
- kártya – Karte
- kártyázni – Kartenspielen
- keksz – Keks; Erstbeleg 1873, ins Deutsche ursprünglich bereits aus englisch cakes (kleine Kuchen) entlehnt[38]
- kel – Wirsingkohl; von: Kohl[38]
- kifli – A Kipferl[38]
- klingertégla – Klinkerstein
- kobold – Kobold
- koffer – Koffer[38]
- kohol – lügen, erdichten; von „kochen“, über die Bedeutung „etwas auskochen“ zu „etwas erfinden, lügen“[38]
- kolonc – Klotz[38]
- kóstolni – kosten[38]
- koszt – Nahrung[38]
- krach – Börsenkrach, Konkurs[38]
- kredenc – Vitrine
- krigli – Krug[38]
- krumpli – A Grumbeere, Grundbirne = Kartoffel
- kuglizni – kegeln
- kuglóf – Napfkuchen; von: Gugelhupf[38]
- kukkolni – gucken, schauen
- kuncsaft – Kunde; von: Kundschaft, Erstbeleg 1753[38] (umgangssprachlich)
- kuplung – Kupplung
- kussolni – kuschen
- lamentálni – lamentieren
- lakk – Lack; Erstbeleg 1783.
- lazur – Lasur; Erstbeleg 1635[38]
- liliom – Lilie; vgl. mit türkischen „Lale“
- likőr – Likör
- lózung – Losung
- lufi – Luftballon
- májszter – Meister; Erstbeleg 1816[38]
- míder – Mieder[38]
- muszáj – nötig sein, ein Muss[38]
- müzli – Müsli
- nokedli – Nockerl[38]
- núdli – Nudel[38]
- ostrom – Angriff; von: Sturm(angriff)[38]
- paff – baff[38]
- paradicsom – A Paradeiser = Tomate
- partvis – Kehrwisch aus Borsten; von: österreichisch „Bartwisch“[38]
- pech – Pech = Unglück
- pék – Bäcker; nach süddeutsch Beck, Erstbeleg 1799[38]
- perec – Bretzel[38]
- préselni – auspressen, durchdrücken
- prézli – Brösel = Semmelbrösel
- próbálni – an-/probieren
- puccs – Putsch
- pucol – putzen, sich verdrücken; von: putzen[38]
- puncs – Punsch
- pumpa – Pumpe
- raccsol – das Zungenspitzen nicht richtig beherrschen; von: bairisch „ratschen“[38]
- radírgumi – Radiergummi[38]
- rapli – Rappel[38]
- ringlispil – A Ringelspiel = Karussell
- rükverc – Rückwärtsgang bei Fahrzeugen
- saccolni – schätzen
- sál – Schal
- sámli – Schemel
- seftelni – Geschäfte machen
- sikk – schick
- sín – Schiene
- sintér – Schinder, Abdecker, Erstbeleg 1780[38]
- slafrok – Schlafrock[38]
- sláger – Schlager, Hit
- slendriánság – Schlendrian
- smakol – schmecken[38]
- smarni – Kaiserschmarrn[38]
- smirgli – Schmirgelpapier; Erstbeleg 1788[38]
- smuzig – ugs. geizig
- snidling – Schnittlauch
- snájdig – schneidig, gutgeschnitten (veralt.)
- spájz – A Speis = Speisekammer
- sparhert – südd. Spaarherd, Küchenherd, Kochstelle[38]
- spórolni – sparen
- spriccel – spritzen
- svindli – Schwindel[38]
- svung – Schwung
- stáb – (Film-)Stab
- stempli – Stempel
- surc – Schürze; nach süddeutsch „Schur“, Erstbeleg 1604[38]
- suszter – Schuster; Erstbeleg 1766[38]
- tinglitangli – tingeln
- tipli – Dübel
- torta – Torte
- traccs – Tratsch[38]
- tróger – Träger; ugs. Hilfsarbeiter, pej.abwertend: Nichtsnutz
- tusolni – duschen
- tussolni – tuschen
- vándorol – wandern[38]
- váza – Vase
- vekker – Wecker[38]
- vekni – Brötchen, Wecken[38]
- vicc – Witz
- vigéc – Keiler, Werber, herumziehende Händler; nach dt. „Wie geht's?“ (veraltet)
- vircsaft – Wirtschaft – im Sinne von „etwas treiben“ (umgangssprachlich)
- virsli – Würstel
- vurstli – A Gewurschtel, im Sinne von Jahrmarkt, Kirmes
- zacc – Kaffeesatz[38]
- zihereisztű – Sicherheitsnadel (veralt.)
- zokni – Socken
- zsemle – Semmel[38]
- zsinor – Schnur[38]

## Tok Pisin
- balaistift (heute auch „pensil“ von engl. „pencil“) – Bleistift
- beten (heute auch „prea“ von engl. „to pray“) – beten[39]
- bensin – Benzin, Kraftstoff
- binen – Biene[39]
- blut – Blut[39]
- boamasin – Bohrmaschine[39]
- brait – breit, Breite[39]
- bruda – katholischer Laienbruder
- esik – Essig[39]
- gabel (heute auch „pok“ von engl. „fork“) – Gabel, Mistgabel
- gumi – Gummi[39]
- hama – Hammer
- haus selt – Zelt
- hebsen – Erbsen
- hobel – Hobel[39]
- kail – Keil[39]
- kailim tok – sich verschleiert oder unklar ausdrücken; von: Keil (als Verb verwendet: kailim + tok; von Engl. „talk“)
- kuken – kleiner Kuchen
- laim – Leim, Kleber
- langsam – langsam gehen, trödeln
- maisel – Meißel
- maski – Macht nichts! Egal!
- plang – Planke[39]
- plasta – Pflaster[39]
- prista – Priester
- raus – Geh! Aus dem Weg!
- rausim – leeren, entlassen, weg-/rauswerfen, säubern[39]
- ros – Rost[39]
- ruksack – Rucksack; vielleicht über British English rucksack
- strafim – strafen[39]
- supkar – Schubkarre
- surikim oder srukim – rückgängig machen, rückwärts fahren; von: zurück

## Andere Sprachen
- krumpli – Kartoffel; von: „Grundbirne“ (im Banat, Serbien)
- Pflaster – Wundpflaster (in alle Sprachen Togos eingegangen)
- Sündapp – Zündapp; Synonym für Motorrad, Mofa (in Togo, Westafrika)
- kaputt – wenn etwas zerstört ist (Luganda, Lutoro und andere Sprachen in Uganda)
- kaisa – Kaiser (Samoanisch)[40]
- kumi – Gummi (Marshallesisch)[40]
- karmoból – Grammophon (Palauisch)[40]

### Plansprachen
Auch Plansprachen wie Esperanto oder Volapük beinhalten Wörter aus der deutschen Sprache. Beispiele aus dem Esperanto: hela (= hell), glata (= glatt), baki (= backen), laŭta (= laut), laŭ (= laut, gemäß), danki (= danken), trinki (= trinken), ŝteli (= stehlen), ŝvebi (= schweben), baldaŭ (= bald), anstataŭ (= anstatt), ŝranko (= Schrank), hundo (= Hund), ŝajno (= Anschein), hejmo (= Heim), ŝultro (= Schulter), haŭto (= Haut), haro (= Haar), knabo (= Junge).